# Cascabulho
Cascabulho est un village du Cap-Vert sur l'île de Maio.

## Géographie
Il est situé à 15 km au nord-est de Vila do Maio.

### Communes limitrophes
|                 |            |                     |
| Morrinho        | Cascabulho | Santo António       |
| Calheta do Maio |            | Pedro Vaz, Alcatraz |